# Redbourne
Redbourne est un village et une paroisse civile du Lincolnshire, en Angleterre. Il est situé dans le nord du comté, à 8 km au sud de la ville de Brigg. Administrativement, il relève du district du North Lincolnshire. Au recensement de 2011, il comptait 400 habitants.